# Kaukasische Bachspitzmaus
Die Kaukasische Bachspitzmaus (Neomys teres, Syn.: Neomys schelkovnikovi Satunin, 1913) gehört zur Gattung der Wasserspitzmäuse und kommt nördlich und südlich des Kaukasus in Armenien, Aserbaidschan und Georgien, im russischen Kaukasusvorland, an der türkischen Schwarzmeerküste, westlich etwa bis zur Provinz Zonguldak  und im nordwestlichen Iran vor. Im Osten (Iran) sind die Grenzen ihres Verbreitungsgebietes kaum bekannt.

## Merkmale
Wie alle Wasserspitzmäuse ist die Kaukasische Bachspitzmaus an eine aquatische Lebensweise angepasst, weniger stark als die Eurasische Wasserspitzmaus (Neomys fodiens), aber stärker als die Sumpfspitzmaus (Neomys anomalus). Die Hinterfüße sind größer als bei rein an Land lebenden Spitzmäusen vergleichbarer Größe. An den Zehen befindet sich ein Saum aus borstenartigen Haaren, der ähnlich wie Schwimmhäute ein schnelles Vorankommen im Wasser ermöglicht. Ähnliche Borsten befinden sich an der Unterseite des Schwanzes und formen einen Kiel, der die Stabilität beim Schwimmen erhöht. Die Ohren sind klein und fast vollständig im Fell verborgen. Die Riechlappen sind reduziert, da die Beute eher mit dem Tastsinn mit Hilfe der Vibrissen aufgespürt wird, als gerochen wird. Das Fell ist kurz und dicht.
Von den beiden übrigen Wasserspitzmausarten unterscheidet sich die Kaukasische Bachspitzmaus vor allem hinsichtlich der Morphologie ihres Penis. So ist der Schaft länger als bei den anderen Arten (10,8 bis 14,6 mm vs. 7,0 bis 8,0 mm bei der Sumpfspitzmaus und 7,5 bis 8,5 mm bei der Wasserspitzmaus). Er ist dicht mit verhornten Stacheln besetzt. Die Eichel ist spitz, bei den anderen Arten dagegen stumpf.

## Lebensweise
Die Kaukasische Bachspitzmaus besiedelt als Einzelgänger die Ufer von kleinen Flüssen und Bächen. Ihren Unterschlupf sucht sie in verlassenen Nagetierbauten zwischen Wurzeln oder im Unterholz. Manchmal gräbt sie eine eigene Höhle. Sie schwimmt und taucht sehr gut und ernährt sich von aquatischen Weichtieren, von anderen im Wasser lebenden Wirbellosen, von Fischrogen, Kaulquappen und Jungfröschen. An Land fängt sie Käfer, Regenwürmer und manchmal nestjunge Nagetiere. Ihr Speichel ist giftig und sie kann dadurch ihre durch einen Biss gelähmte Beute für eine gewisse Zeit in ihrer Höhlen aufbewahren, was vor allem während der Wintermonate wichtig ist.
Die Kaukasische Bachspitzmaus bekommt etwa dreimal im Jahr 5 bis 9 Junge. Sie wurde in Gefangenschaft bis zu vier Jahre alt, die Lebensdauer in freier Natur wird auf etwa zwei Jahre geschätzt. Die IUCN ordnet die Art als nicht gefährdet ein.